# Železniční trať Kraľovany – Trstená – Nowy Targ
Železniční trať Kraľovany – Trstená – Nowy Targ (v jízdním řádu pro cestující je provozovaný úsek označen číslem 181) je jednokolejná železniční trať na Slovensku, která spojuje stanici Kraľovany (rovněž na trati Košice–Žilina) se stanicí Trstená a vede v údolí Váhu severovýchodně proti proudu Oravy. V minulosti trať pokračovala až do polské stanice Nowy Targ.

## Dějiny
O vlakovém napojení oblasti Oravy na Košicko-bohumínskou dráhu (KBD) se uvažovalo již v roce 1880. Plánovaná trať měla údolím řeky Oravy propojit Dolný Kubín, Tvrdošín a Trstenou a přes Suchou Horu pokračovat do Polska. Otázkou bylo místo napojení na KBD, o které soupeřily Kraľovany s Ružomberkem. Rozhodnutí padlo na trasu údolím Oravy a 70,4 kilometru dlouhou trať se podařilo zprovoznit v posledních letech 19. století. 
Otevírání jednotlivých úseků:
- 4. prosince 1898: Kraľovany – Oravský Podzámok
- 18. června 1899: Oravský Podzámok – Tvrdošín
- 21. prosince 1899: Tvrdošín – Suchá Hora
- 1904: Suchá Hora – Nowy Targ

Náročný terén úzkého údolí si vyžadoval vybudování mnoha zářezů a násypů, 87 metrů dlouhý tunel i 88 metrů dlouhý most přes Oravu. 

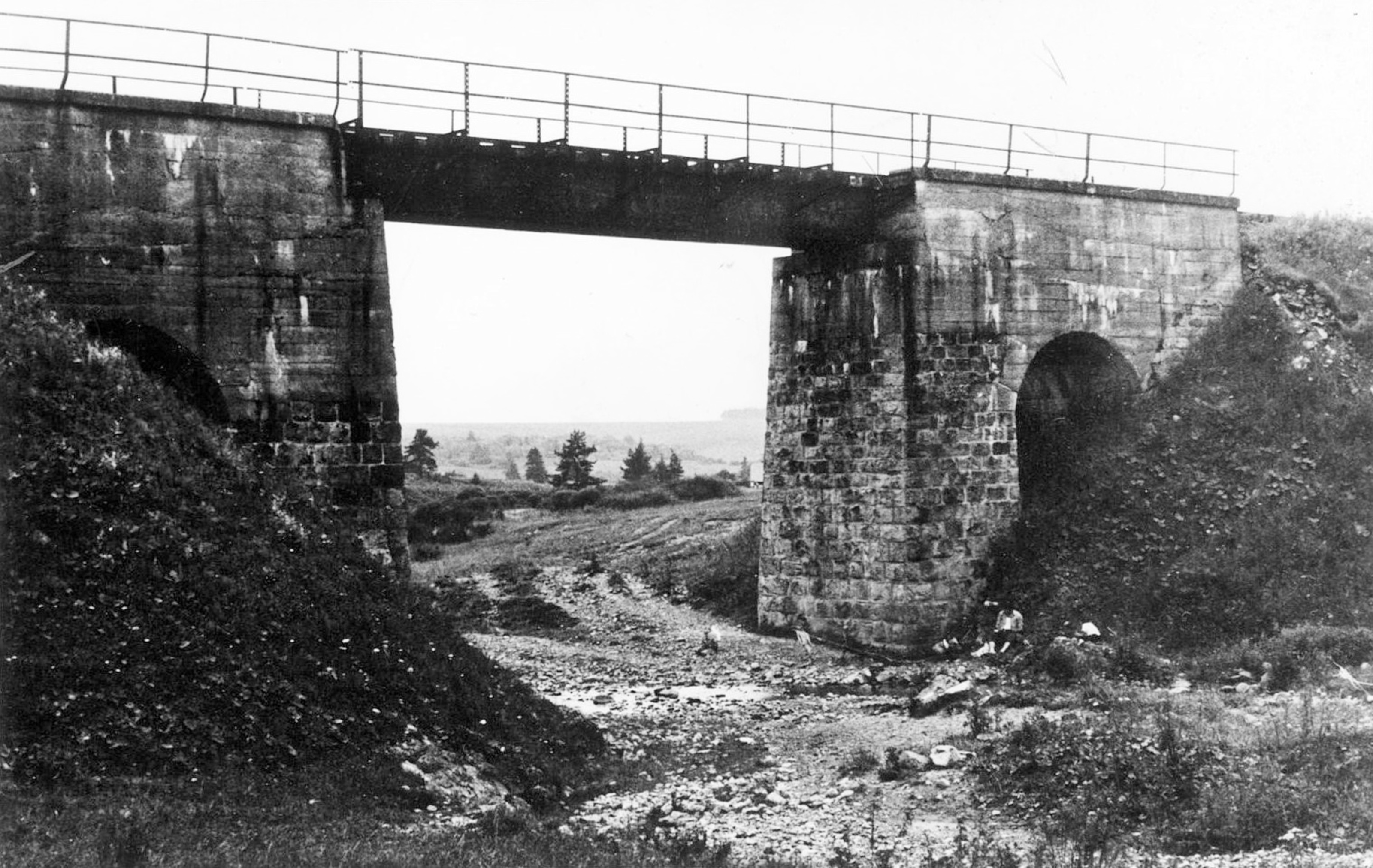
Jeden z mostů na zrušené trati z Trstené do Suché Hory (stav v roce 1987)

Po druhé světové válce byl provoz přerušen hraničním úsekem a konečnou stanicí se stala Suchá Hora. Od roku 1970 byl přerušena provoz i mezi Suchou Horou a Trstenou, kde dodnes končí osobní vlaky. O 10 let později byla trať v hraničním úseku demontována a provozovaný úsek se tak zkrátil na 56,45 kilometru.
Zajímavostí je, že původně se uvažovalo postavit trať po trase Nowy Targ – Zakopane – Suchá Hora. Trasa nakonec byla zkrácena a vybralo se jednodušší řešení přes Czarny Dunajec do Nowého Targu. Dlouhodobě však neobstálo a Orava dnes není napojena železnicí na hlavní středisko turistického ruchu v Polsku Zakopane ani nepřímo přes Nowy Targ.
Neefektivní se ukázalo i napojení na KBD v Kraľovanech namísto Ružomberka, kde obyvatelé Oravy používají dvě železniční stanice – rychlíkovou stanici směrem na západ v Kraľovanech a ve směru na východ cestují autobusy do Ružomberka.

### Cyklostezka
V létě 2015 byla na tělese zrušené tratě v úseku Trstená – Suchá Hora – Nowy Targ otevřena asfaltová cyklotrasa, součást projektu „Historicko-kulturně-přírodní cesta kolem Tater“. Cyklostezka využívá i mosty bývalé tratě s novými mostovkami uloženými na původních opěrných stěnách. Zajímavostí je také průjezd bývalým kolejištěm stanice Suchá Hora s ruinou nádražní budovy a dalšími staničními prvky.